# Jacob Clausen Möller
Jacob Clausen Möller (* 12. Oktober 1876 in Hadersleben, Nordschleswig; † 30. Januar 1955 in Flensburg, Schleswig-Holstein) war ein  dänischer Politiker (nationale Minderheit) deutscher Staatsangehörigkeit. Er war von 1945 bis 1950 der erste Oberbürgermeister Flensburgs im Nachkriegsdeutschland und 1950/1951 deren erster Stadtpräsident.

## Werdegang
Möller absolvierte in seiner damals preußischen Geburtsstadt Hadersleben eine kaufmännische Lehre, arbeitete in Flensburg, Rendsburg, Schleswig und Schwerin und gründete 1901 ein Geschäft in Flensburg zusammen mit dem einheimischen Kaufmann Niels Mikkelsen Uldall. 1902 erfolgte die Gründung seiner eigenen Textilfirma Möller & Co. und die Beteiligung an einem Sonderburger Engroshandelsunternehmen. Von 1924 bis 1933 war er Stadtverordneter und Fraktionsführer des Südschleswigschen Vereins im Stadtrat von Flensburg, wo er 1931 den Bau des ersten Autobus-Bahnhofs Deutschlands (heute Zentraler Omnibusbahnhof Flensburg) auf den Weg brachte. Von 1934 bis 1945 war er dort Ratsherr.
Am 15./16. Mai 1945 ernannte ihn die britische Militärregierung als Vertreter der dänischen Minderheit zum neuen Oberbürgermeister von Flensburg, eine Entscheidung, die sogar die Aufmerksamkeit der New York Times nach sich zog. Die Ratsversammlung bestätigte ihn einstimmig in seinem Amt durch eine OB-Wahl am 22. Oktober 1946 und wählte ihn zwei Jahre später, am 5. November 1948 knapp mit 21 von 40 Stimmen erneut zum Oberbürgermeister. Am 27. April 1950 wurde Möller nach einer Reform des Gemeindewesens einstimmig zum ersten Stadtpräsidenten Flensburgs gewählt; ein Amt, das er von 1951 bis 1955 lediglich stellvertretend innehatte.

## Vorsitz und Ehrungen
- Vorsitzender des Bürgervereins (1920–1955)[2]
- Vorsitzender eines Automobilclubs[2]
- Ehrenbruder der St. Knudsgilde[2]
- Ehrengeselle der Maurerinnung[2]
- Ehrung der Stadt Flensburg durch die Benennung des Nordertorplatzes in I.-C.-Möller Platz (Lage)